# 一宮希帆
一宮 希帆（いちみや きほ、2004年3月3日- ）は、日本のAV女優。ティーパワーズ所属。

## 経歴
2022年8月に「爽やか！清涼飲料水のような青春感・若さあふれる19歳・女子大生」のキャッチコピーでムーディーズ専属女優としてデビュー。デビューの動機はAV女優を見て可愛いと思ったから。デビュー作では元吹奏楽部とされた。デビュー作時点ではスリーサイズ未公表。
2022年9月8日に東京・ムーランアキバにて50人限定での販売記念イベントを行い、同月18日にはおもにグラビアアイドルの集う近代麻雀水着祭に出演した。
2023年7月よりプレステージ専属となる。

## 人物
中学・高校と吹奏楽部に所属しており、トランペットをやっていた。高校にはトランペットで推薦入学もしている。また、進学した高校は野球部が強い学校で、甲子園で演奏した経験を持つ。
基本的に甘い食べ物（ケーキなど）は好きではないが、アイス（特に好きな銘柄はピノ）やグミ、ミニサイズのゼリーは食べられる。また、ポテトチップスや揚げものなどのジャンクフード、海老も好物である。嫌いな食べ物は生野菜。理由は葉っぱの味がしてウサギになった気分になるから。
初体験は高校2年生か3年生の時。相手は同級生だったが、その時のことは緊張していたことくらいしか覚えておらず、AVデビューするまでセックスが気持ちいいという感覚も分からなかったという。
友人宅にあったAVをその場のノリで見てみた時にその作品のパッケージに写るAV女優が可愛くて、その後も可愛い人を見るためにAVを見るようになり、そのうちにオナニーのおかずとしても利用するようになった。デビュー後はオナニーのおかずとしてだけでなく、AV女優としての勉強も兼ねてAVを視聴するようになった。

## 作品

### アダルトビデオ

#### 2022年
- 新人 専属19歳AVDebut! 一宮希帆 知らなかった自分を、知りたい。（8月2日、ムーディーズ）
- ワタシ、もっともっと感じたいッ! 中でイキたくって膣トレ猛特訓 快感! 初・体・験3本番スペシャル（9月6日、ムーディーズ）[7]
- 僕の彼女が不在中に押しに弱そうな早漏妹とこっそりハメまくった同棲中の7日間（10月4日、ムーディーズ）
- 同窓会の晩から来る日も来る日も大好きな彼氏よりも大嫌いな不良男のチ●ポに死ぬほどイカされて…（11月1日、ムーディーズ）

#### 2023年
- 女教師レ×プ輪姦 問題児生徒達に犯●れ続けた私は何度も、何度も、絶倫チ●ポでイキまくっていた…（1月17日、ムーディーズ）
- 解禁 生まれて初めての中出し性交 一宮希帆（3月7日、ムーディーズ）
- 天然成分由来 一宮希帆汁 120% 82（7月14日、プレステージ）
- 唇が溶けるほどのベロキス性交 一宮希帆（8月11日、プレステージ）

#### 2024年
- なまなかだし 一宮希帆（5月3日、プレステージ）

### デジタル 写真集
- 一宮希帆 純情な彼女 vol.1 FRIDAYデジタル写真集（2022年11月2日、講談社、撮影：MIYAGI）
- 一宮希帆 純情な彼女 vol.2 FRIDAYデジタル写真集（2022年11月2日、講談社、撮影：MIYAGI）
- 一宮希帆 純情な彼女 オール未公開 perfect ver. FRIDAYデジタル写真集（2022年11月2日、講談社、撮影：MIYAGI）
- みんなあつまれ MOODYZキャンペーン2022 Special Photo Book（2022年11月4日、FANZA BEAUTY COLLECTION）※ムーディーズ出演女優32名の撮り下ろし写真を収録。
- 逆バニーガール神7（2022年12月28日、小学館、撮影：坂本哲也）※ティーパワーズ所属女優7名によるデジタル写真集。

## 出演

### インターネット配信
- ギルガメッシュFIGHT（Paravi）- 第一話ゲスト（妄想の中の裸エプロン女子 役）